# Lijst van rijksmonumenten aan de Kloveniersburgwal
Een overzicht van de 82 rijksmonumenten aan de Kloveniersburgwal in Amsterdam.
| Object | Oorspronkelijke functie?              | Bouwjaar                                        | Architect         | Locatie                   | Coördinaten?                  | Nr.?   | Afbeelding                                                          |
| --- | ------------------------------------- | ----------------------------------------------- | ----------------- | ------------------------- | ----------------------------- | ------ | ------------------------------------------------------------------- |
| Pand met halsgevel | Gebouw                                | tweede kwart 18e eeuw                           |                   | Kloveniersburgwal 5       | 52° 22' 19" NB, 4° 54' 0" OL  | 2969   | Meer afbeeldingen                                                   |
| Pand met vroegere halsgevel als nrs 5 en 7, doch met nieuwe punttop                                                                                         | Gebouw                                | tweede kwart 18e eeuw                           |                   | Kloveniersburgwal 7       | 52° 22' 19" NB, 4° 54' 0" OL  | 2970   | Meer afbeeldingen                                                   |
| Pand met halsgevel | Gebouw                                | 18e/19e eeuw                                    |                   | Kloveniersburgwal 9       | 52° 22' 19" NB, 4° 53' 60" OL | 2971   | Meer afbeeldingen                                                   |
| Pand met halsgevel met oeils-de-boeuf | Woonhuis                              | 1672                                            |                   | Kloveniersburgwal 17A     | 52° 22' 18" NB, 4° 53' 59" OL | 2972   | Meer afbeeldingen                                                   |
| Pakhuis met puntgevel | Gebouw                                | 18e eeuw                                        |                   | Kloveniersburgwal 21A     | 52° 22' 18" NB, 4° 53' 59" OL | 2973   | Meer afbeeldingen                                                   |
| Pand met zesraamsgevel met twee ongelijke, in punttoppen gewijzigde trapgevels, versierd met grote boogblokken                                              | Gebouw                                | ca. 1625 en later                               |                   | Kloveniersburgwal 23      | 52° 22' 17" NB, 4° 53' 60" OL | 2974   | Meer afbeeldingen                                                   |
| Trippenhuis | Gebouw                                | 1660-1662                                       |                   | Kloveniersburgwal 29      | 52° 22' 16" NB, 4° 53' 58" OL | 2975   | Meer afbeeldingen                                                   |
| Pand met gevel onder rechte lijst met triglyfen | Gebouw                                | eerste kwart 18e eeuw                           |                   | Kloveniersburgwal 31      | 52° 22' 16" NB, 4° 53' 57" OL | 2976   | Meer afbeeldingen                                                   |
| Pand met gevel onder rechte lijst | Woonhuis                              | eerste helft 19 eeuw                            |                   | Kloveniersburgwal 33      | 52° 22' 16" NB, 4° 53' 57" OL | 2977   | Meer afbeeldingen                                                   |
| Huisje met halsgevel | Woonhuis                              | eerste helft 19e eeuw                           |                   | Kloveniersburgwal 35      | 52° 22' 16" NB, 4° 53' 57" OL | 2978   | Meer afbeeldingen                                                   |
| Pand met gevel onder rechte lijst en houten topje | Gebouw                                | 18e/19e eeuw                                    |                   | Kloveniersburgwal 37      | 52° 22' 16" NB, 4° 53' 57" OL | 2979   | Meer afbeeldingen                                                   |
| Pand met klokgevel met deuromlijsting | Gebouw                                | 1755                                            |                   | Kloveniersburgwal 41      | 52° 22' 15" NB, 4° 53' 56" OL | 2980   | Meer afbeeldingen                                                   |
| Pand met klokgevel met deuromlijsting | Gebouw                                | 1755 en later                                   |                   | Kloveniersburgwal 43      | 52° 22' 15" NB, 4° 53' 56" OL | 2981   | Meer afbeeldingen                                                   |
| Hoekhuis met gevel onder rechte lijst | Woonhuis                              | 18e of tweede helft 19e eeuw                    |                   | Kloveniersburgwal 45      | 52° 22' 15" NB, 4° 53' 56" OL | 2982   | Meer afbeeldingen                                                   |
| Huis met vierraamsgevel onder rechte lijst met triglyfen | Gebouw                                | eerste kwart 17e eeuw of laatste kwart 18e eeuw |                   | Kloveniersburgwal 47      | 52° 22' 14" NB, 4° 53' 56" OL | 387862 | Meer afbeeldingen                                                   |
| Pand met gevel onder verhoogde lijst met consoles | Gebouw                                | ca. 1750                                        |                   | Kloveniersburgwal 49      | 52° 22' 14" NB, 4° 53' 55" OL | 2983   | Meer afbeeldingen                                                   |
| Huis, vanwege de zandstenen onderdelen van de gevelhals | Gebouw                                | tweede kwart 18e eeuw                           |                   | Kloveniersburgwal 51      | 52° 22' 14" NB, 4° 53' 55" OL | 2984   | Meer afbeeldingen                                                   |
| Drie verdiepingen tellend pand onder zadeldak met witgepleisterde gevel, bekroond door een verhoogd, driehoekig doorbroken fronton met tandlijst en obelisk | Gebouw                                | 19e eeuw                                        |                   | Kloveniersburgwal 53      | 52° 22' 14" NB, 4° 53' 55" OL | 2985   | Meer afbeeldingen                                                   |
| Hoekhuis met pilastergevel onder latere punttop | Gebouw                                | midden 17e eeuw                                 |                   | Kloveniersburgwal 55      | 52° 22' 13" NB, 4° 53' 55" OL | 2986   | Meer afbeeldingen                                                   |
| Hoekhuis met halsgevel waarin twee oeils-de-boeuf | Gebouw                                | derde of laatste kwart 17e eeuw                 |                   | Kloveniersburgwal 57      | 52° 22' 13" NB, 4° 53' 54" OL | 2987   | Meer afbeeldingen                                                   |
| Pand met gevel onder verhoogde lijst | Gebouw                                | derde kwart 18e eeuw                            |                   | Kloveniersburgwal 59      | 52° 22' 13" NB, 4° 53' 54" OL | 2988   | Meer afbeeldingen                                                   |
| Pand met gevel onder stenen verhoogde lijst met consoles waarop een latere balustrade                                                                       | Gebouw                                | tweede kwart 18e eeuw                           |                   | Kloveniersburgwal 61      | 52° 22' 13" NB, 4° 53' 54" OL | 2989   | Meer afbeeldingen                                                   |
| Pand met gevel onder rechte stenen lijst met consoles | Gebouw                                | eerste helft 19e eeuw                           |                   | Kloveniersburgwal 63A     | 52° 22' 13" NB, 4° 53' 54" OL | 2990   | Meer afbeeldingen                                                   |
| Pand met gevel onder verhoogde, gesneden lijst | Gebouw                                | tweede kwart 18e eeuw                           |                   | Kloveniersburgwal 65      | 52° 22' 12" NB, 4° 53' 54" OL | 2991   | Meer afbeeldingen                                                   |
| Hoekhuis met rijk gebeeldhouwde klokgevel met krijgsman onder kroon in de afdekking                                                                         | Gebouw                                | tweede kwart 18e eeuw                           |                   | Kloveniersburgwal 67      | 52° 22' 12" NB, 4° 53' 54" OL | 2992   | Meer afbeeldingen                                                   |
| Huis, door Philips Vingboons, met vierraams pilastergevel met fronton en twee dakkapellen in het schilddak                                                  | Gebouw                                | 1650                                            | Philips Vingboons | Kloveniersburgwal 77      | 52° 22' 10" NB, 4° 53' 52" OL | 2993   | Meer afbeeldingen                                                   |
| Pand met gevel onder rechte lijst met hardstenen pui en houten vensteromlijstingen                                                                          | Woonhuis                              | ca. 1800                                        |                   | Kloveniersburgwal 79      | 52° 22' 10" NB, 4° 53' 52" OL | 2994   | Meer afbeeldingen                                                   |
| Huis met halsgevel | Gebouw                                | ca. 1725                                        |                   | Kloveniersburgwal 81      | 52° 22' 10" NB, 4° 53' 52" OL | 2995   | Meer afbeeldingen                                                   |
| Mij. voor den Werkenden Stand | Vergadering en vereniging             | 1882-1883                                       |                   | Kloveniersburgwal 87      | 52° 22' 9" NB, 4° 53' 52" OL  | 518412 | Meer afbeeldingen                                                   |
| Pand, bovenste verdieping, dak, vensters en gevellijst met consoles met stoep en kelderpui                                                                  | Gebouw                                | 18e/19e eeuw                                    |                   | Kloveniersburgwal 91      | 52° 22' 9" NB, 4° 53' 51" OL  | 2996   | Meer afbeeldingen                                                   |
| Pand met gevel onder rechte lijst met empire deurpartij | Woonhuis                              | eerste kwart 19e eeuw                           |                   | Kloveniersburgwal 93A     | 52° 22' 9" NB, 4° 53' 51" OL  | 2997   | Meer afbeeldingen                                                   |
| Poppenhuis | Gebouw                                | 1642                                            |                   | Kloveniersburgwal 95      | 52° 22' 9" NB, 4° 53' 51" OL  | 2998   | Meer afbeeldingen                                                   |
| Pand met gevel met een door vensters onderbroken lijst en gebeeldhouwd ingangspoortje                                                                       | Gebouw                                | 18e eeuw (kern)                                 |                   | Kloveniersburgwal 97      | 52° 22' 9" NB, 4° 53' 50" OL  | 2999   | Meer afbeeldingen                                                   |
| Pand met gevel met rechte lijst onder stenen opzetstuk met vrouwelijke borstbeelden                                                                         | Gebouw                                | 18e/19e eeuw                                    |                   | Kloveniersburgwal 99      | 52° 22' 8" NB, 4° 53' 50" OL  | 3000   | Meer afbeeldingen                                                   |
| Pand met gevel waarin deur en snijraam | Gebouw                                | 18e eeuw                                        |                   | Kloveniersburgwal 101A    | 52° 22' 8" NB, 4° 53' 50" OL  | 3001   | Meer afbeeldingen                                                   |
| Pand met gevel met gepleisterde, rijk gesneden, merkwaardige ingangspartij en deur                                                                          | Woonhuis                              | 18e eeuw                                        |                   | Kloveniersburgwal 103     | 52° 22' 8" NB, 4° 53' 50" OL  | 3002   | Meer afbeeldingen                                                   |
| Pand met gevel versierd met kleine blokjes, onder verhoogde triglyfenlijst                                                                                  | Werk-woonhuis                         | eerste kwart 17e                                |                   | Kloveniersburgwal 105     | 52° 22' 8" NB, 4° 53' 50" OL  | 3003   | Meer afbeeldingen                                                   |
| Pand met gepleisterde vierraamsgevel onder rechte lijst met consoles                                                                                        | Gebouw                                | ca. 1800                                        |                   | Kloveniersburgwal 107     | 52° 22' 7" NB, 4° 53' 49" OL  | 3004   | Meer afbeeldingen                                                   |
| Pand met gevel onder verhoogde lijst deuren plm. 1800, bovenlicht midden                                                                                    | Gebouw                                | 18e/19e eeuw                                    |                   | Kloveniersburgwal 109     | 52° 22' 7" NB, 4° 53' 49" OL  | 3005   | Meer afbeeldingen                                                   |
| Pand met gevel onder rechte lijst met consoles | Gebouw                                | ca. 1800                                        |                   | Kloveniersburgwal 111     | 52° 22' 7" NB, 4° 53' 50" OL  | 3006   | Meer afbeeldingen                                                   |
| Pand met gevel onder rechte lijst met consoles | Gebouw                                | ca. 1800                                        |                   | Kloveniersburgwal 113     | 52° 22' 7" NB, 4° 53' 49" OL  | 3007   | Meer afbeeldingen                                                   |
| Pand met gevel onder rechte lijst deur en snijraam uit dezelfde tijd                                                                                        | Gebouw                                | tweede kwart 18e eeuw                           |                   | Kloveniersburgwal 117     | 52° 22' 7" NB, 4° 53' 49" OL  | 3008   | Meer afbeeldingen                                                   |
| Pand met gevel onder hoge rechte lijst met triglyfen | Gebouw                                | ca. 1800                                        |                   | Kloveniersburgwal 119A    | 52° 22' 7" NB, 4° 53' 48" OL  | 3009   | Meer afbeeldingen                                                   |
| Pand met gevel onder triglyfenlijst | Gebouw                                | laatste kwart 18e eeuw                          |                   | Kloveniersburgwal 121A    | 52° 22' 6" NB, 4° 53' 48" OL  | 3010   | Meer afbeeldingen                                                   |
| Pand met gevel onder rechte lijst met consoles | Gebouw                                | ca. 1800                                        |                   | Kloveniersburgwal 123     | 52° 22' 6" NB, 4° 53' 48" OL  | 3011   | Meer afbeeldingen                                                   |
| Pand met gevel onder rechte lijst | Woonhuis/Dispuutshuis H.D.D. Beaufort | 18e/19e eeuw                                    |                   | Kloveniersburgwal 129     | 52° 22' 5" NB, 4° 53' 48" OL  | 3012   | Meer afbeeldingen                                                   |
| Pand met gepleisterde gevel onder rechte lijst met consoles                                                                                                 | Gebouw                                | midden 19e eeuw                                 |                   | Kloveniersburgwal 133     | 52° 22' 5" NB, 4° 53' 47" OL  | 3013   | Meer afbeeldingen                                                   |
| Pand met gevel onder rechte lijst met consoles | Gebouw                                | 19e eeuw                                        |                   | Kloveniersburgwal 135     | 52° 22' 5" NB, 4° 53' 47" OL  | 3014   | Meer afbeeldingen                                                   |
| Hoekhuis met gepleisterde gevels en afgeschuinde hoek, onder omlopende rechte lijst                                                                         | Werk-woonhuis                         | eerste helft 19e eeuw                           |                   | Kloveniersburgwal 143I    | 52° 22' 4" NB, 4° 53' 46" OL  | 3015   | Meer afbeeldingen                                                   |
| Het Wapen van Amsterdam | Gebouw                                | derde kwart 18e eeuw                            |                   | Kloveniersburgwal 64      | 52° 22' 12" NB, 4° 53' 49" OL | 3041   | Meer afbeeldingen                                                   |
| Pand met klokgevel | Gebouw                                | ca. 1750                                        |                   | Kloveniersburgwal 68      | 52° 22' 12" NB, 4° 53' 54" OL | 3042   | Pand met klokgevel                                                  |
| Pand met halsgevel met rijk gebeeldhouwde top van bijzonder ontwerp                                                                                         | Gebouw                                | eerste kwart 18e eeuw                           |                   | Kloveniersburgwal 70      | 52° 22' 12" NB, 4° 53' 54" OL | 3043   | Pand met halsgevel met rijk gebeeldhouwde top van bijzonder ontwerp |
| Stads- en Gasthuisapotheek | Gezondheidszorg                       | 1887-1888                                       |                   | Kloveniersburgwal 80      | 52° 22' 10" NB, 4° 53' 43" OL | 518307 | Meer afbeeldingen                                                   |
| Laboratorium v. Artsenijbereidkunde | Onderwijs en wetenschap               | 1881                                            |                   | Kloveniersburgwal 82A-G   | 52° 22' 8" NB, 4° 53' 46" OL  | 518305 | Meer afbeeldingen                                                   |
| Keukengebouw | Horeca                                | 1908-1909                                       |                   | Kloveniersburgwal 86      | 52° 22' 8" NB, 4° 53' 46" OL  | 518309 | Meer afbeeldingen                                                   |
| Pand met vierraamsgevel, versierd met kleine blokjes onder rechte lijst                                                                                     | Gebouw                                | 1611                                            |                   | Kloveniersburgwal 90      | 52° 22' 7" NB, 4° 53' 46" OL  | 3044   | Meer afbeeldingen                                                   |
| Pand met vierraamsgevel, versierd met kleine blokjes | Gebouw                                | 1611                                            |                   | Kloveniersburgwal 100-112 | 52° 22' 7" NB, 4° 53' 46" OL  | 3045   | Pand met vierraamsgevel, versierd met kleine blokjes                |
| Huis waarvan de gevel een 18e-eeuwse pui en een bovenstuk onder rechte lijst heeft                                                                          | Gebouw                                | 18e eeuw                                        |                   | Kloveniersburgwal 4       | 52° 22' 20" NB, 4° 53' 58" OL | 3016   | Meer afbeeldingen                                                   |
| Pand met halsgevel | Gebouw                                | eerste kwart 18e eeuw                           |                   | Kloveniersburgwal 6       | 52° 22' 19" NB, 4° 53' 57" OL | 3017   | Meer afbeeldingen                                                   |
| Pand met halsgevel | Gebouw                                | eerste kwart 18e eeuw                           |                   | Kloveniersburgwal 8       | 52° 22' 19" NB, 4° 53' 57" OL | 3018   | Meer afbeeldingen                                                   |
| Dwarshuis met gevel onder gesneden rechte lijst en dakkapel                                                                                                 | Gebouw                                | kort na 1507                                    |                   | Kloveniersburgwal 10      | 52° 22' 19" NB, 4° 53' 57" OL | 3019   | Meer afbeeldingen                                                   |
| Dwarshuis met gevel onder rechte lijst en dakkapel | Gebouw                                | 18e eeuw                                        |                   | Kloveniersburgwal 12      | 52° 22' 19" NB, 4° 53' 57" OL | 3020   | Meer afbeeldingen                                                   |
| Pand met gevel onder rechte lijst met consoles | Gebouw                                | 18e eeuw                                        |                   | Kloveniersburgwal 14A     | 52° 22' 19" NB, 4° 53' 57" OL | 3021   | Meer afbeeldingen                                                   |
| Hoekhuis met daklijst en dak | Gebouw                                | 18e/19e eeuw                                    |                   | Kloveniersburgwal 18      | 52° 22' 18" NB, 4° 53' 57" OL | 3022   | Meer afbeeldingen                                                   |
| Pand met gevel onder rechte lijst met consoles | Woonhuis                              | 18e eeuw                                        |                   | Kloveniersburgwal 20      | 52° 22' 18" NB, 4° 53' 56" OL | 3023   | Meer afbeeldingen                                                   |
| Pand met gevel met die van nr 24 verenigd onder een lijst en dak                                                                                            | Gebouw                                | 18e/19e eeuw                                    |                   | Kloveniersburgwal 22      | 52° 22' 18" NB, 4° 53' 56" OL | 3024   | Meer afbeeldingen                                                   |
| Pand met gevel met die van nr 22 verenigd onder een lijst en dak                                                                                            | Gebouw                                | 18e eeuw                                        |                   | Kloveniersburgwal 24      | 52° 22' 18" NB, 4° 53' 56" OL | 3025   | Meer afbeeldingen                                                   |
| Pand met zeer smalle zandstenen lisenengevel onder gebeeldhouwde gebogen beëindiging                                                                        | Gebouw                                | 1696                                            |                   | Kloveniersburgwal 26      | 52° 22' 18" NB, 4° 53' 56" OL | 3026   | Meer afbeeldingen                                                   |
| Hoekhuis met klokgevel en gevelsteen in de zijgevel | Gebouw                                | vermoedelijk 17e eeuw en ouder                  |                   | Kloveniersburgwal 28      | 52° 22' 18" NB, 4° 53' 56" OL | 3027   | Meer afbeeldingen                                                   |
| Pand met gevel onder rechte lijst | Gebouw                                | derde kwart 19e eeuw                            |                   | Kloveniersburgwal 32      | 52° 22' 17" NB, 4° 53' 55" OL | 3028   | Meer afbeeldingen                                                   |
| Pand met gevel onder verhoogde lijst met consoles | Gebouw                                | ca. 1750                                        |                   | Kloveniersburgwal 34      | 52° 22' 17" NB, 4° 53' 55" OL | 3029   | Meer afbeeldingen                                                   |
| Hoekhuis met gevel onder rechte stenen lijst met consoles waarop een verhoging                                                                              | Gebouw                                | ca. 1725                                        |                   | Kloveniersburgwal 36      | 52° 22' 17" NB, 4° 53' 55" OL | 3030   | Meer afbeeldingen                                                   |
| Hoekhuis met klokgevel | Gebouw                                | 17e/18e eeuw                                    |                   | Kloveniersburgwal 38      | 52° 22' 17" NB, 4° 53' 55" OL | 3031   | Meer afbeeldingen                                                   |
| Huis met klokgevel | Gebouw                                | midden 17e/18e eeuw                             |                   | Kloveniersburgwal 40      | 52° 22' 17" NB, 4° 53' 55" OL | 3032   | Meer afbeeldingen                                                   |
| Pand met gevel onder rechte lijst met consoles | Gebouw                                | ca. 1800                                        |                   | Kloveniersburgwal 44      | 52° 22' 16" NB, 4° 53' 55" OL | 3033   | Pand met gevel onder rechte lijst met consoles                      |
| Hoekhuis onder lijst en dak | Gebouw                                | mogelijk 18e eeuw                               |                   | Kloveniersburgwal 46      | 52° 22' 16" NB, 4° 53' 55" OL | 3034   | Hoekhuis onder lijst en dak                                         |
| Voormalige hersteld evang. kerk | Kerk en kerkonderdeel                 | 1793                                            |                   | Kloveniersburgwal 50      | 52° 22' 13" NB, 4° 53' 52" OL | 3035   | Meer afbeeldingen                                                   |
| Huis met gepleisterde gevel onder in- en uitgezwenkte top                                                                                                   | Gebouw                                | 17e of 18e eeuw (kern)                          |                   | Kloveniersburgwal 52      | 52° 22' 13" NB, 4° 53' 51" OL | 3036   | Meer afbeeldingen                                                   |
| Pand met gevel onder rechte lijst | Woonhuis                              | 18e/19e eeuw                                    |                   | Kloveniersburgwal 56      | 52° 22' 12" NB, 4° 53' 51" OL | 3037   | Meer afbeeldingen                                                   |
| Pand met gevel onder rechte lijst | Gebouw                                | 18e/19e eeuw                                    |                   | Kloveniersburgwal 58      | 52° 22' 12" NB, 4° 53' 51" OL | 3038   | Meer afbeeldingen                                                   |
| Pand met gevel onder rechte lijst (vm: Drukkerijk Hollandia)                                                                                                | Gebouw                                | eerste helft 19e eeuw                           |                   | Kloveniersburgwal 60      | 52° 22' 12" NB, 4° 53' 51" OL | 3039   | Meer afbeeldingen                                                   |
| Hoekhuis pui met deurkalf | Gebouw                                | 17e/18e eeuw                                    |                   | Kloveniersburgwal 62      | 52° 22' 12" NB, 4° 53' 50" OL | 3040   | Meer afbeeldingen                                                   |